# 巴恩灣
巴恩灣（英語：Barne Inlet），是南極洲的海灣，位於維多利亞地的希拉里海岸，處於克爾角和塞爾伯恩角之間，寬30公里，由英國探險隊發現，現時由南極條約體系管理。

## 外部連結
. . United States Geological Survey.   [2011-05-19].
80°15′S 160°15′E / 80.250°S 160.250°E